# Cerkiew Narodzenia Najświętszej Maryi Panny w Bielsku Podlaskim
Cerkiew pod wezwaniem Narodzenia Przenajświętszej Bogurodzicy (Preczystieńska) – prawosławna cerkiew konkatedralna i parafialna w Bielsku Podlaskim. Należy do dekanatu Bielsk Podlaski diecezji warszawsko-bielskiej Polskiego Autokefalicznego Kościoła Prawosławnego.
Świątynia znajduje się przy ulicy Jagiellońskiej.

## Historia
Pierwszą świątynię pod tym wezwaniem w Bielsku można odnosić prawdopodobnie do świątyni zniszczonej wraz z bielskim grodem w czasie najazdu tatarskiego w 1240. Przed 1289 książę włodzimierski Włodzimierz Wasylkowicz dla odbudowanej już cerkwi przekazał swój dar „w postaci ksiąg i ikon” o czym wspomina wzmianka z Latopisu Halicko-Wołyńskiego.
Następna wzmianka o cerkwi pod tym samym wezwaniem pochodzi z II połowy XV w., gdy księżna Wassa ufundowała cerkiew zamkową. Wassa zmarła przed 1484 i ciało fundatorki zostało pogrzebane pod prezbiterium cerkwi. Decyzja Aleksandra Jagiellończyka z 1506 o przeniesieniu świątyni z Góry Zamkowej na Stare Miasto (dzisiaj ulica Jagiellońska) została zrealizowana dopiero w 1562 i wtedy wzniesiono ją na nowo. Wraz z cerkwią zostało uroczyście przeniesione i ciało fundatorki, księżnej Wassy.
W 1596 cerkiew stała się świątynią unicką. W 1637 wzmiankowano, że cerkiew jest zrujnowana i są czynione starania by ją wyremontować. W 1727 r. wzmiankowano jako obiekt w złym stanie. 
Obecnie istniejąca cerkiew wzniesiona została w XVII w. lub w 1774 r. podczas generalnego remontu i jest najstarszą drewnianą świątynią w mieście. W 1790 dobudowano aneks do prezbiterium mieszczący boczny ołtarz św. Anny. W 1839 (w myśl ustaleń synodu połockiego) władze rosyjskie odebrały cerkiew unitom i przekazały prawosławnym. W 1875 i 1932 r. przeprowadzono remont. W 1944 r. częściowo uszkodzona w wyniku bombardowania.
Świątynię remontowano w latach 1944, 1968 i ostatnio w 2001–2006. Cerkiew od 1951 pełni funkcję drugiej katedry biskupiej diecezji warszawsko-bielskiej Polskiego Autokefalicznego Kościoła Prawosławnego.
20 sierpnia 2016 świątynię odwiedził patriarcha antiocheński Jan X, a 21 września 2018 r. – patriarcha aleksandryjski Teodor II.
Cerkiew wpisano do rejestru zabytków 29 października 1966 pod nr A-38.

## Architektura
Budowla drewniana, zrębowa, szalowana, na planie wydłużonego prostokąta, z zamkniętym prosto prezbiterium i prostokątną zakrystią. Trójnawowa z wieżą frontową. Oddzielnie stojąca dzwonnica jest również konstrukcji zrębowej. Do 1968 r. nad dachem wznosiła się jeszcze barokowa wieżyczka na sygnaturkę z XVIII wieku, ujęta na narożach wolutowymi spływami. W 2001 r. dobudowano aneks po stronie południowej prezbiterium. W 2002 wymieniono zabytkowe hełmy na nowe (o cebulastym kształcie) oraz dobudowano nową kopułę nad częścią ołtarzową. W 2003 roku wymieniono oszalowanie.
W cerkwi znajduje się – uważana za cudowną – Bielska Ikona Matki Bożej.

## Galeria

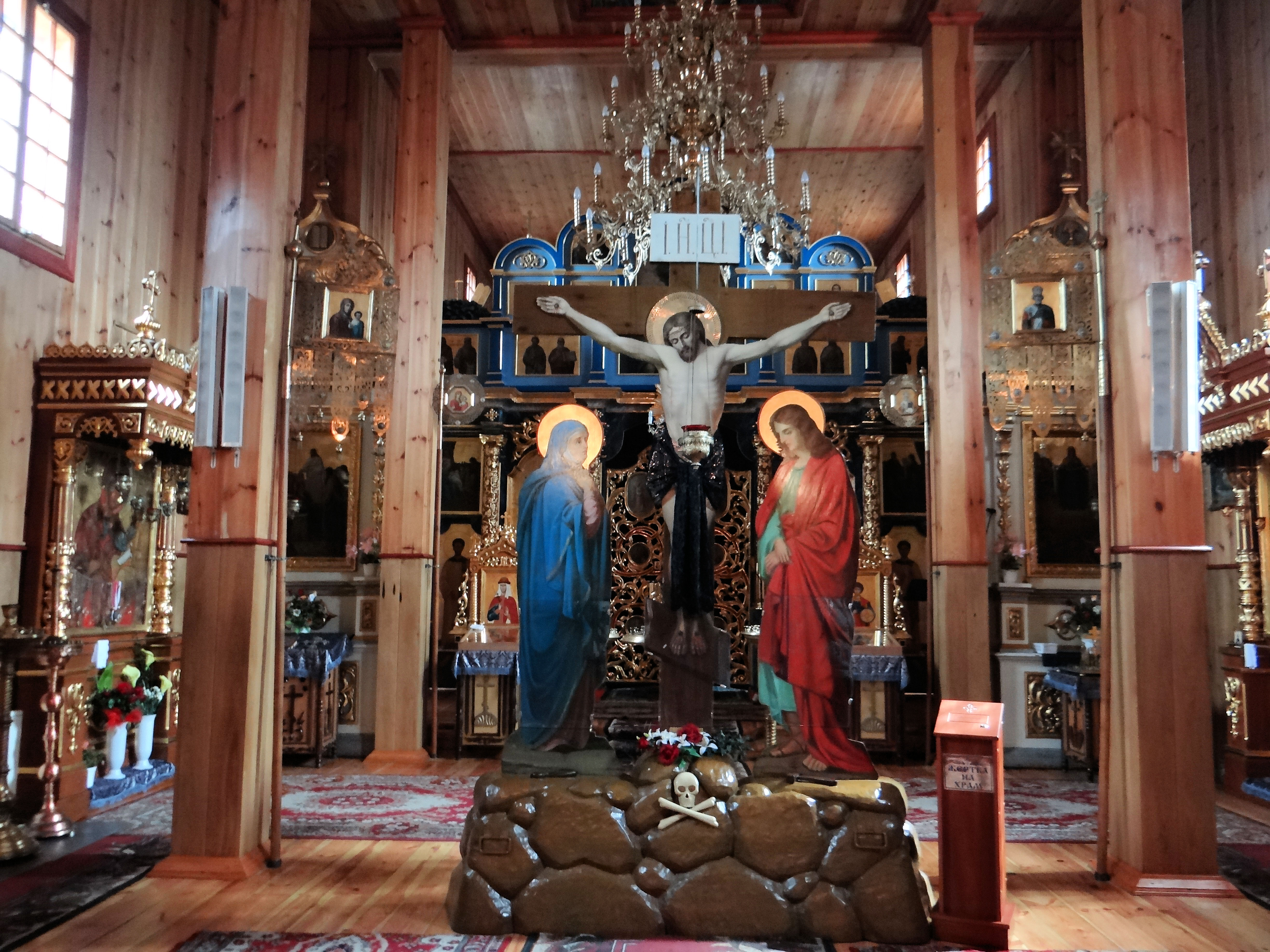
Wnętrze cerkwi – na pierwszym planie Golgota
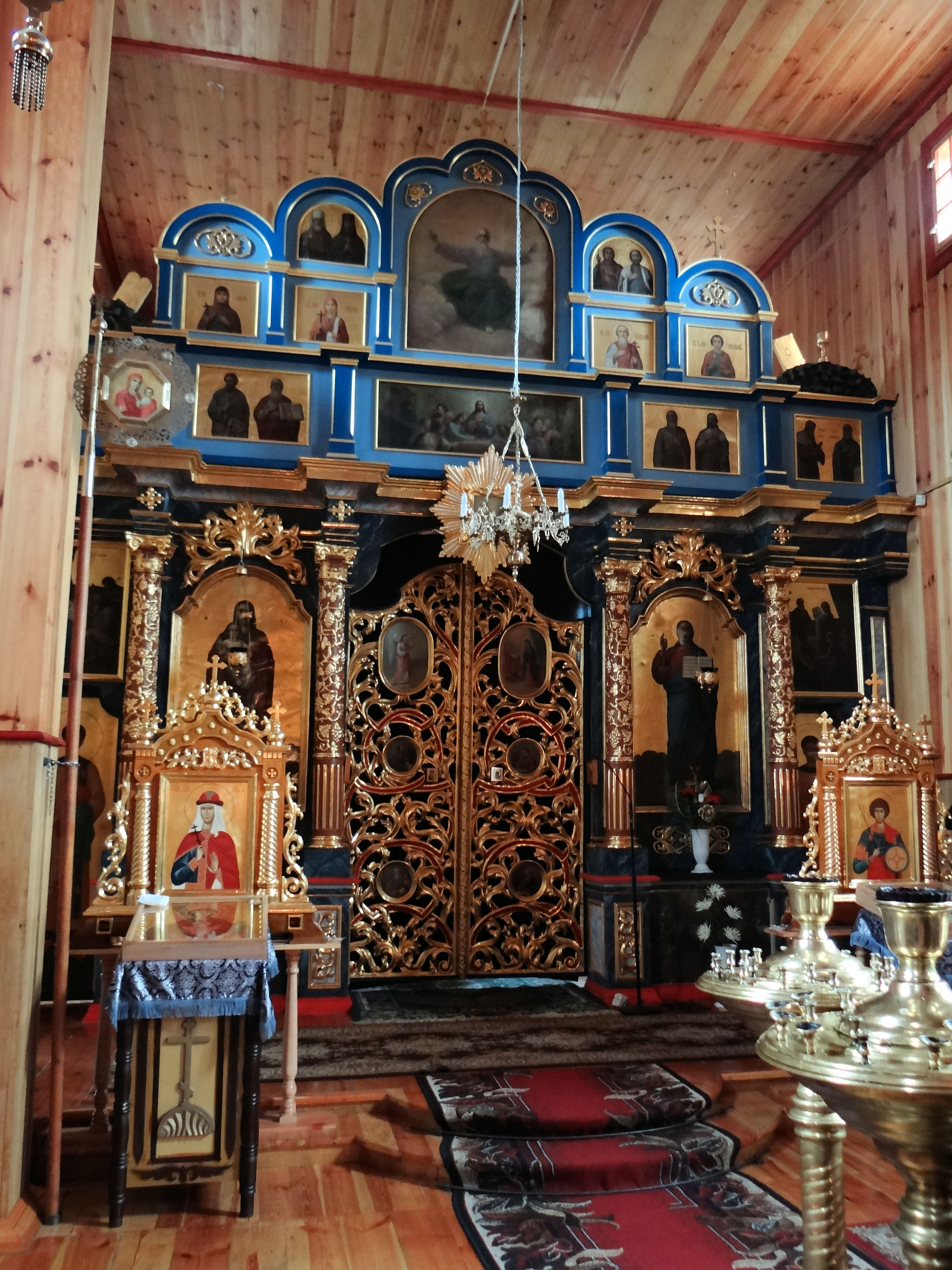
Ikonostas
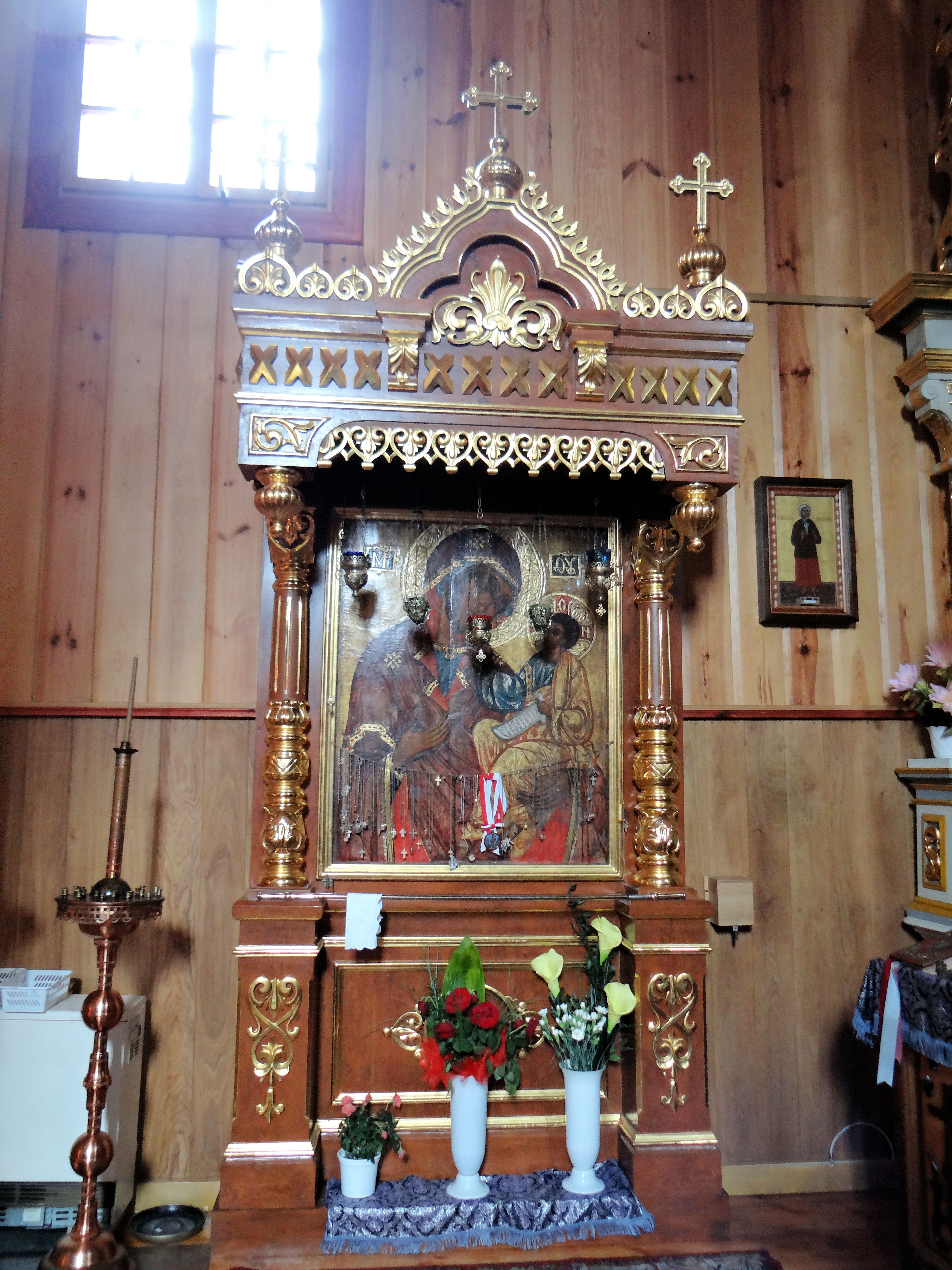
Bielska Ikona Matki Bożej w lewej nawie
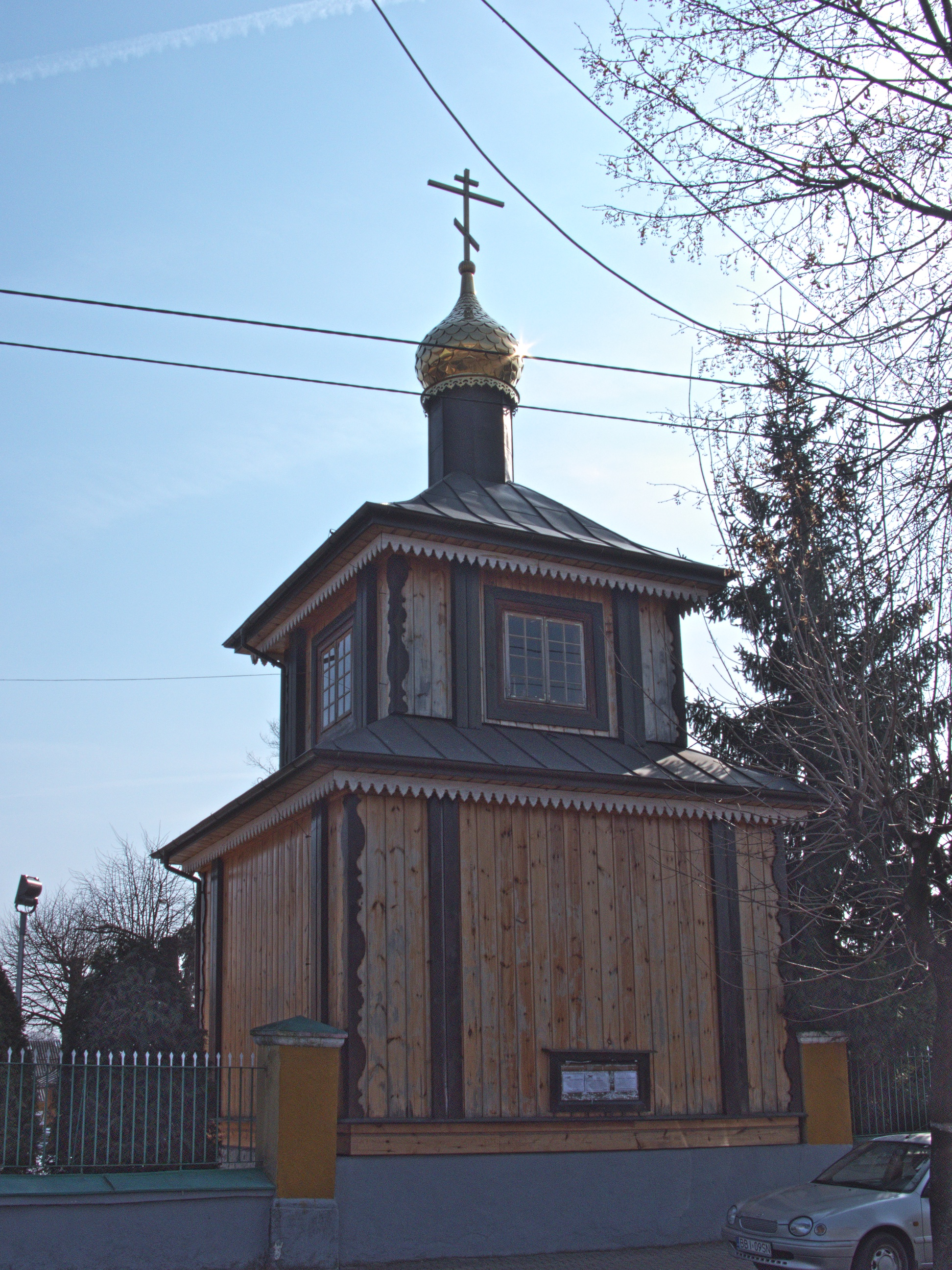
Dzwonnica